# Georg von Bonin
Georg von Bonin, Jerzy von Bonin (ur. 1613, zm. 1670) – dziekan kapituły kołobrzeskiej i kamieńskiej, zaufany księcia Ernesta Bogusława von Croya, dyplomata.
Był synem wójta sądowego w „państwie kamieńskim” Antona von Bonina. Skończył studia prawnicze na uniwersytecie w Lejdzie. Potem podróżował po zachodniej Europie – odwiedził Anglię, Francję i Niderlandy. Po powrocie na Pomorze został przyjęty około 1638 do dworu księżnej Anny i księcia Ernesta Bogusława von Croya. Być może odwiedził również (wraz z młodym księciem, a pod kuratelą stryja Stefana, który był podpułkownikiem) Polskę, ponieważ wiadomo, że Georg von Bonin znał język polski i był uznawany w późniejszym okresie za znawcę stosunków w tym kraju. W 1644 został dziekanem kapituły kołobrzeskiej, a zaraz potem został mianowany przez księcia Ernesta Bogusława tajnym radcą. Posłował z jego ramienia w latach 40. XVIII w. do Sztokholmu (1645), Berlina (1647), czy na obrady pokoju westfalskiego do Osnabrück (również 1647). Jako poseł elektora brandenburskiego Fryderyka Wilhelma brał udział w misjach dyplomatycznych do Frankfurtu nad Menem i do Niderlandów. Przewodniczył deputacji księcia Ernesta Bogusława w czasie rozmów związanych z zawarciem układu z Berlina (podpisanego ostatecznie w listopadzie 1650) pomiędzy księciem a Fryderykiem Wilhelmem. Zaraz potem objął zarząd domeny bobolickiej i otrzymał od księcia (w uznaniu zasług) 10000 talarów oraz dwa folwarki (pod zastaw). Podczas sejmu w Stargardzie w 1653/1654 opowiadał się za utrzymaniem silnej pozycji religii luterańskiej na Pomorzu. Następnie był reprezentantem księcia Ernesta Bogusława na pogrzebie stryja tegoż, ostatniego księcia zachodniopomorskiego, Bogusława XIV w Szczecinie w maju 1654. Potem, jako tajny radca elektora Fryderyka Wilhelma, ponownie wyprawiał się w misjach dyplomatycznych do Wiednia i Hagi. Od tego czasu następowało stopniowe rozejście się von Bonina z Fryderykiem Wilhelmem, które wiąże się ze zmianą nastawienia Georga do działań elektorskich podczas wojny północnej. Był on członkiem delegacji stanów zachodniopomorskich do króla polskiego Jana Kazimierza, przebywającego wówczas w Gdańsku, a następnie dwukrotnie (w 1661 i 1665) uczestniczył w obradach mieszanej, polsko-brandenburskiej komisji rozsądzającej sporne kwestie graniczne. W 1664 został mianowany przez księcia Ernesta Bogusława dziekanem kapituły kamieńskiej i tym samym został głównym przywódcą opozycji stanowej na Pomorzu Zachodnim. Od tego czasu pozostawał w złych stosunkach z kanclerzem Zarządu Pomorza Lorenzem Christophem von Somnitzem i z Fryderykiem Wilhelmem. W 1670 towarzyszył księciu Ernestowi Bogusławowi w jego podróży do Królewca; do pożegnania doszło na malborskim moście.
Był człowiekiem wszechstronnie wykształconym o szerokiej wiedzy w zakresie nauki i sztuki. Pisał i komponował muzykę do pieśni religijnych. Posiadał dużą, własną bibliotekę.